# Wyfrunięci
Wyfrunięci (ang. Migration) – amerykański film animowany z 2023 roku w reżyserii Benjamina Rennera.

## Fabuła
Film opowiada o rodzinie kaczek, od wielu lat zamieszkującej obszar znanego im stawu. W odróżnieniu od innych kaczek nie migrują sezonowo do ciepłych krajów. Ojciec rodziny, Mack, uważa, że tak jest najbezpieczniej, gdyż obawia się niebezpieczeństw czekających w podróży. Jednak jego żona Pam marzy o podróżach i przygodach. Pewnego dnia ich staw odwiedza stado migrujących kaczek. Pod ich wpływem także i dzieci Macka i Pam, chcą wybrać się w podróż.  Ostatecznie Mack ulega naciskowi rodziny i wspólnie udają się w pełną przygód podróż na Jamajkę.

## Obsada (dubbing)
- Kumail Nanjiani – Mack Mallard
- Elizabeth Banks – Pam Mallard
- Caspar Jennings – Dax Mallard, syn Macka i Pam
- Tresi Gazal – Gwen Mallard, córka Macka i Pam
- Danny DeVito – wujek Dan
- Keegan-Michael Key – Delroy, papuga ara żółtoskrzydła
- Awkwafina – Chump, przywódca gangu nowojorskich gołębi
- Carol Kane – czapla Erin
- David Mitchell – GooGoo, duchowy przywódca kaczek na farmie
- Isabela Merced – kaczka Kim, której rodzina wybiera się na Jamajkę